# Saint-Sauveur (Finistère)
Pour les articles homonymes, voir Saint-Sauveur.
Saint-Sauveur [sɛ̃sovœʁ] est une commune du département du Finistère, dans la région Bretagne, en France.

## Géographie

### Situation, relief et hydrographie
Située sur le plateau du Léon, entre les monts d'Arrée au sud et la mer de la Manche au nord, la localité faisait partie de l'ancien évêché du Léon.
Entourée par les communes de Sizun au sud-ouest, Commana au sud-est, Lampaul-Guimiliau au nord et Locmélar, Saint-Sauveur est située au sud-est de Landivisiau et de Landerneau, les villes les plus proches. Le bourg est situé à 170 mètres d'altitude, les altitudes communales allant de 86 mètres (dans la vallée de la Penzé, près du moulin de Kéréon) à 202 mètres d'altitude dans l'angle sud-est du finage communal.
La commune n'appartient pas au Parc naturel régional d'Armorique mais en est toute proche ; elle est située à sa limite nord.

### Communes limitrophes
| Lampaul-Guimiliau | Guimiliau      | Saint-Thégonnec Loc-Eguiner          |
| Locmélar          | Saint-Sauveur  | Saint-Thégonnec Loc-Eguiner, Commana |
| Sizun             | Sizun, Commana | Commana                              |

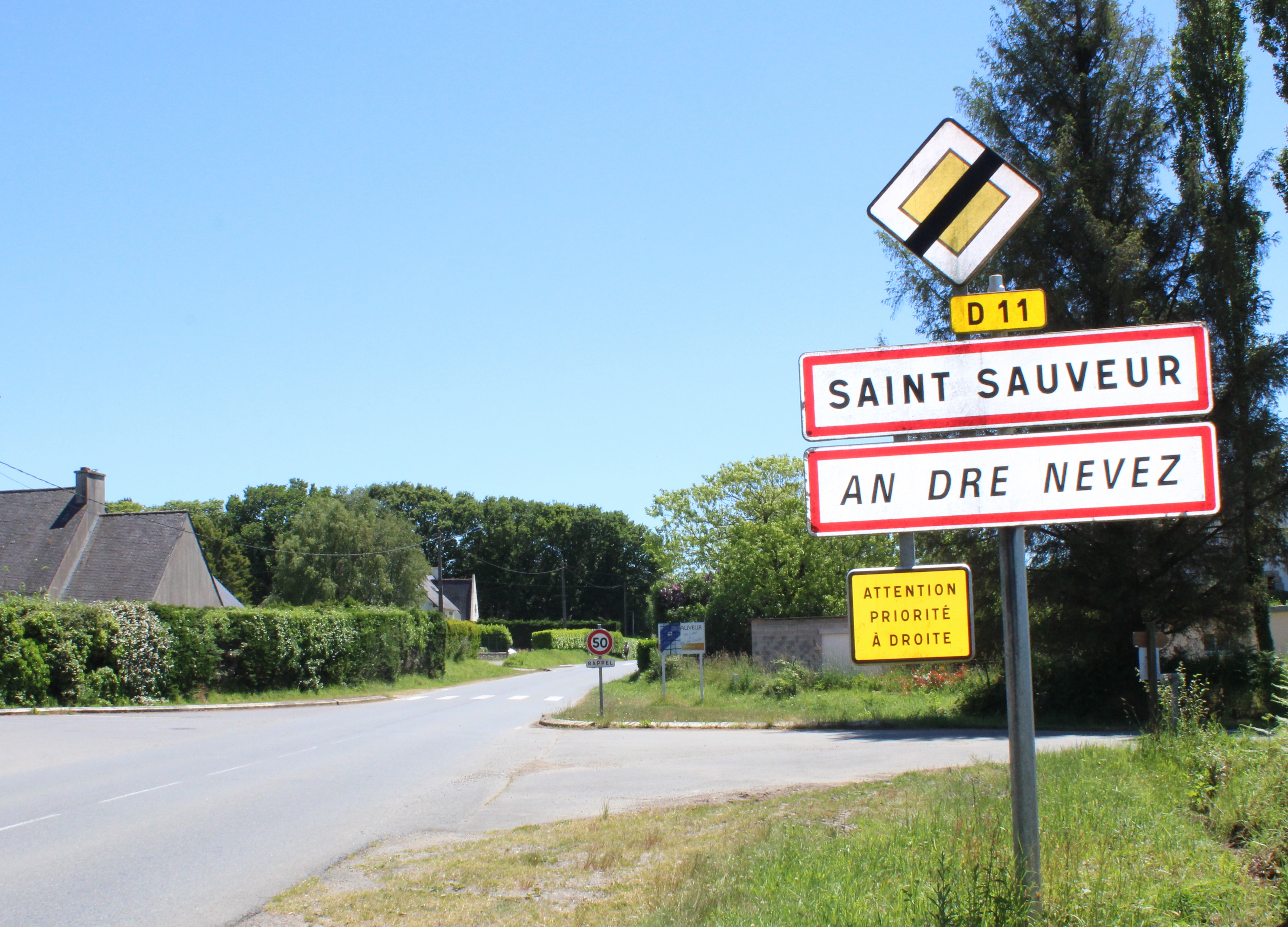
Entrée de la commune.
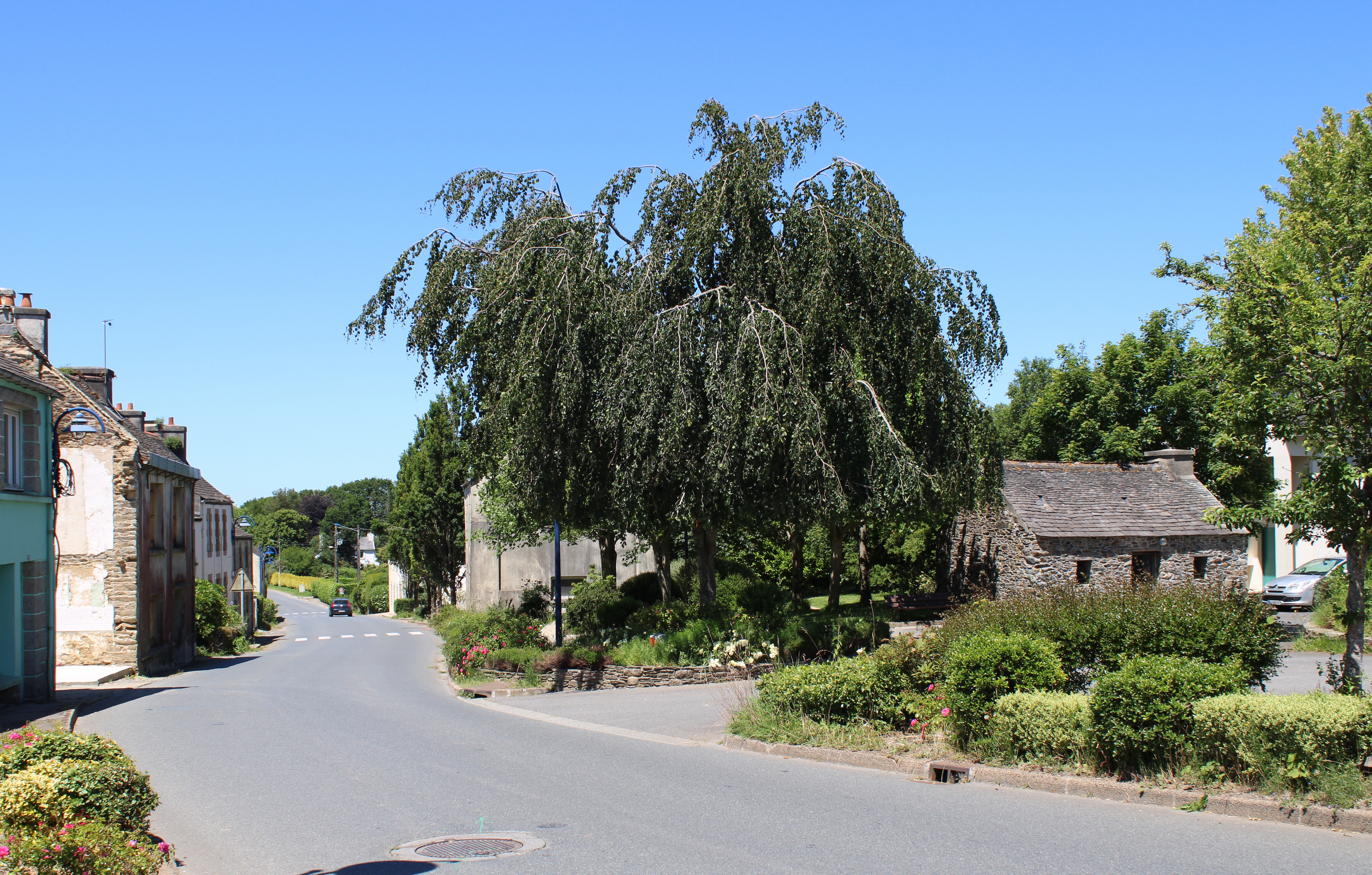
Vue du village.

### Hydrographie
Pour un article plus général, voir Réseau hydrographique du Finistère.
La commune est située dans le bassin Loire-Bretagne. Elle est drainée par la Penzé, l'an Dour Kamm, le ruisseau le Quillivaron et divers autres petits cours d'eau,.
Le fleuve côtier Penzé est le principal cours d'eau ; il longe la commune à sa limite orientale, la séparant de Loc-Éguiner-Saint-Thégonnec ; à l'ouest le Dour Kam, qui forme la limite occidentale de la commune, la séparant de Sizun et Locmélar, est un affluent de rive droite de l'Élorn, de même que le Quillivaron, qui a sa source dans la partie sud-est de la commune à proximité du hameau éponyme. Il se jette  dans la baie de Morlaix entre les communes de Saint-Pol-de-Léon et de Carantec, après avoir traversé neuf communes. 
An an Dour Kamm, d'une longueur de 11 km, prend sa source dans la commune de Commana et se jette  dans l'Élorn à Locmélar, après avoir traversé cinq communes. 
Le Quillivaron, d'une longueur de 12 km, prend sa source dans la commune  et se jette  dans l'Élorn à Loc-Eguiner, après avoir traversé six communes. 

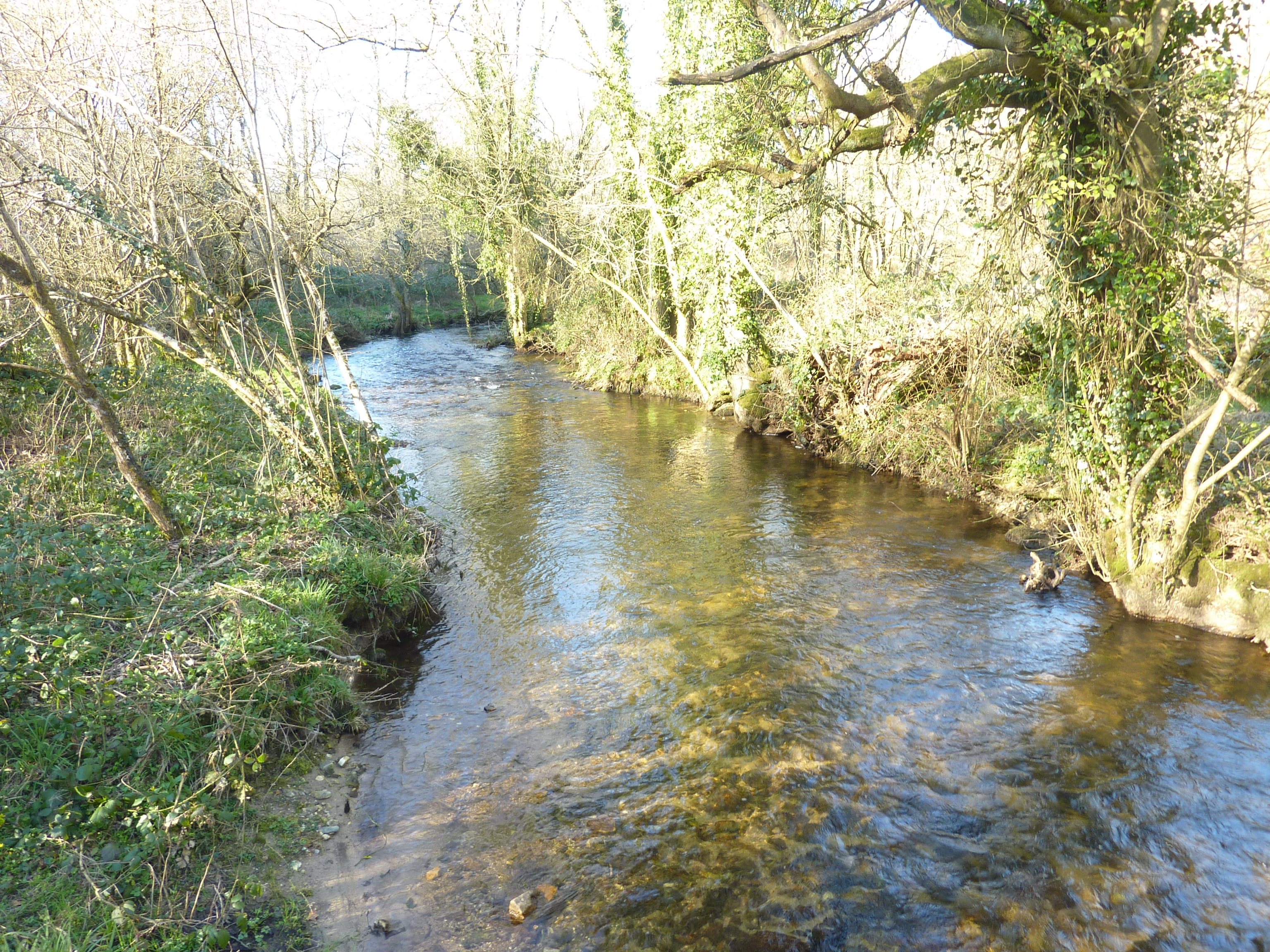
La Penzé, limite communale avec Loc-Eguiner-Saint-Thégonnec.
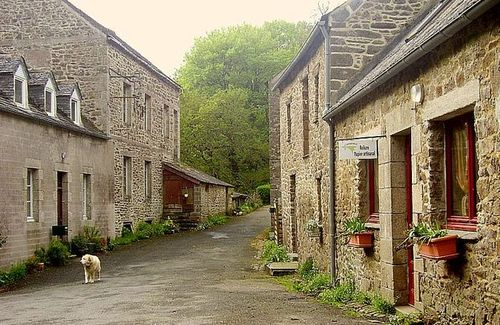
Le moulin de Kéréon sur la Penzé.

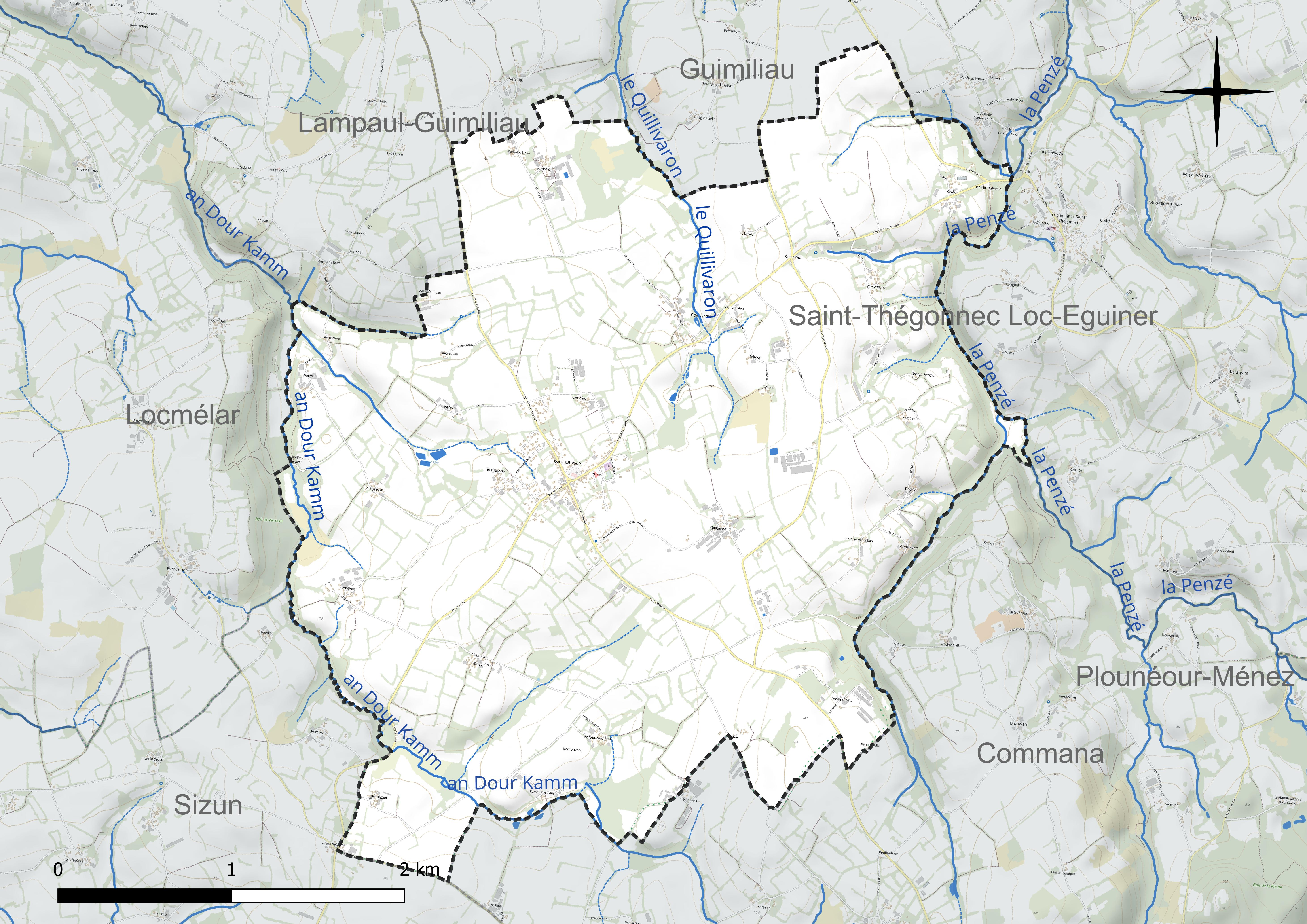
Réseau hydrographique de Saint-Sauveur.

### Climat
Pour des articles plus généraux, voir Climat de la Bretagne et Climat du Finistère.
En 2010, le climat de la commune est de type climat océanique franc, selon une étude du CNRS s'appuyant sur une série de données couvrant la période 1971-2000. En 2020, Météo-France publie une typologie des climats de la France métropolitaine dans laquelle la commune est exposée à un climat océanique et est dans la région climatique Finistère nord, caractérisée par une pluviométrie élevée, des températures douces en hiver (6 °C), fraîches en été et des vents forts. Parallèlement l'observatoire de l'environnement en Bretagne publie en 2020 un zonage climatique de la région Bretagne, s'appuyant sur des données de Météo-France de 2009. La commune est, selon ce zonage, dans la zone « Monts d'Arrée », avec des hivers froids, peu de chaleurs et de fortes pluies.
Pour la période 1971-2000, la température annuelle moyenne est de 10,9 °C, avec une amplitude thermique annuelle de 11 °C. Le cumul annuel moyen de précipitations est de 1 158 mm, avec 16,4 jours de précipitations en janvier et 8,9 jours en juillet. Pour la période 1991-2020, la température moyenne annuelle observée sur la station météorologique la plus proche, située sur la commune de Sizun à 8 km à vol d'oiseau, est de 11,2 °C et le cumul annuel moyen de précipitations est de 1 345,3 mm,. Pour l'avenir, les paramètres climatiques de la commune estimés pour 2050 selon différents scénarios d'émission de gaz à effet de serre sont consultables sur un site dédié publié par Météo-France en novembre 2022.

## Urbanisme

### Typologie
Au 1er janvier 2024, Saint-Sauveur est catégorisée commune rurale à habitat dispersé, selon la nouvelle grille communale de densité à 7 niveaux définie par l'Insee en 2022.
Elle est située hors unité urbaine. Par ailleurs la commune fait partie de l'aire d'attraction de Landivisiau, dont elle est une commune de la couronne,. Cette aire, qui regroupe 12 communes, est catégorisée dans les aires de moins de 50 000 habitants,.

### Occupation des sols
L'occupation des sols de la commune, telle qu'elle ressort de la base de données européenne d'occupation biophysique des sols Corine Land Cover (CLC), est marquée par l'importance des territoires agricoles (89,3 % en 2018), une proportion sensiblement équivalente à celle de 1990 (90 %). La répartition détaillée en 2018 est la suivante :
terres arables (47,6 %), zones agricoles hétérogènes (39,4 %), forêts (7,3 %), zones urbanisées (3,4 %), prairies (2,2 %). L'évolution de l'occupation des sols de la commune et de ses infrastructures peut être observée sur les différentes représentations cartographiques du territoire : la carte de Cassini (XVIIIe siècle), la carte d'état-major (1820-1866) et les cartes ou photos aériennes de l'IGN pour la période actuelle (1950 à aujourd'hui).

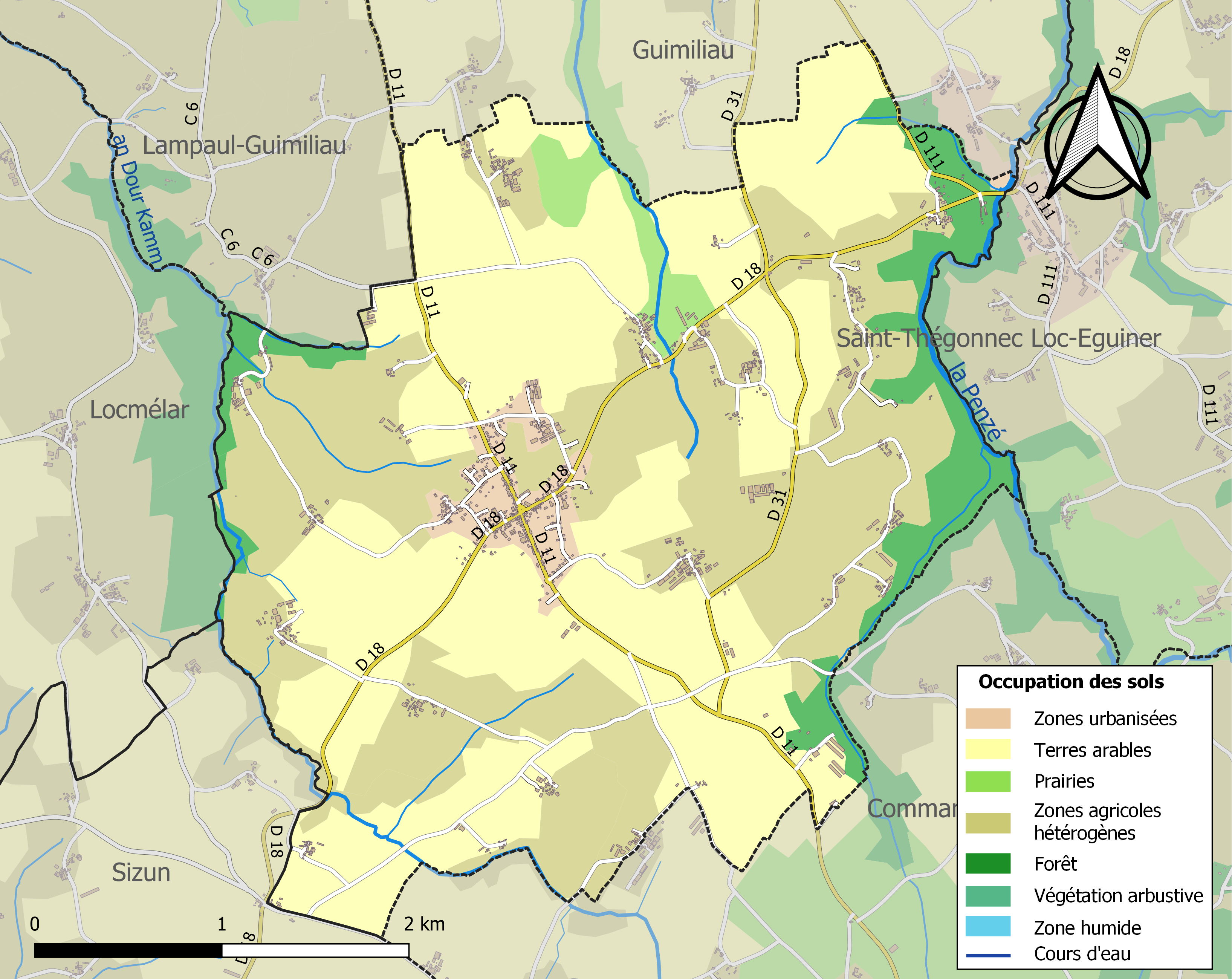
Carte des infrastructures et de l'occupation des sols de la commune en 2018 (CLC).

## Toponymie
En breton An Dre Nevez, lire « An Dré Névé », est connue dès 1665 sous son toponyme francisé Saint-Sauveur. La commune doit son nom à ses habitants qui édifièrent à cet endroit une chapelle en l'honneur de Jésus, qu'ils appelèrent en français Saint-Sauveur.

## Histoire

### Préhistoire
Deux tumuli de l'âge du bronze ont été trouvés à Ruguellou en Saint-Sauveur et l'un d'eux a été fouillé en 1986 :

« Des deux tumuli de Ruguellou, reconnus grâce au toponyme révélateur, le plus menacé a fait l'objet d'une fouille de sauvetage. La lecture des coupes du tertre indique qu'à l'origine, son emprise au sol ne dépassait pas 25 mètres de diamètre et que, par conséquent, il devait être assez bombé, compte tenu de l'étalement des terres au cours des ans. Sous la masse des terres rapportées se trouvait un ancien sol brun, riche en charbon de bois et petits tessons. La tombe centrale était une fosse subrectangulaire où furent recueillis les débris d'un vase biconique à deux anses au moins, classique de la seconde série des tumulus armoricains ; il permet de situer cette tombe vers 1600-1200 av. J.-C. Les études palynologiques ont fait ressortir la présence d'habitats en zone humide en contrebas du monument et des placages lœssiques, disparus aujourd'hui de cette région. De l'argile d'origine marine dont le gisement le plus proche se trouve à une vingtaine de kilomètres a servi pour la confection du vase funéraire. »

### Étymologie et origines
Saint-Sauveur était une trève de Commana depuis 1669. C'est grâce aux démarches entreprises par le seigneur et les habitants du quartier de Keravel qu'une chapelle « en l'honneur de Jésus et de sa sainte famille », est construite à Parc-ar-Groas, non loin de la croix de Kerbunsou, propriété du seigneur de Keravel. La trève de Saint-Sauveur, issue du démembrement de la paroisse primitive de Sizun, dépendait de la paroisse de Commana et faisait partie de l'archidiaconé de Léon relevant de l'évêché de Léon et était sous le vocable de saint Séverin. Elle fut érigée en paroisse lors du Concordat. Les habitants de la commune se nomment les Salvatoriens. Le nom breton de la commune est An Dre Nevez (« La Nouvelle Trève »).

### Époque moderne
Au XVIIe siècle, la châtellenie de Daoudour est subdivisée en deux juridictions : celle de "Daoudour-Landivisiau", dite aussi "Daoudour-Coëtmeur", qui avait son siège à Landivisiau et comprenait Plouvorn et ses trèves de Mespaul et Sainte-Catherine, Plougourvest et sa trève de Landivisiau, Guiclan, Saint-Thégonnec, Guimiliau, Lampaul-Bodénès, Pleyber-Christ, Commana et sa trève de Saint-Sauveur, Plounéour-Ménez et pour partie Plouénan ; et celle de "Daoudour-Penzé", qui avait son siège à Penzé et comprenait Taulé et ses trèves de Callot, Carantec, Henvic et Penzé, Locquénolé, Saint-Martin-des-Champs et sa trève de Sainte-Sève.

### La Révolution française
Les deux députés représentant la trève de Saint-Sauveur lors de la rédaction du cahier de doléances de la sénéchaussée de Lesneven le 1er avril 1789 étaient Jacques Abgrall et Gabriel.

### LeXIXesiècle

#### La vie rurale traditionnelle
Selon des statistiques agricoles publiées en 1849 et concernant selon les productions des années comprises entre 1836 et 1846, la population agricole en 1836 est de 1395 personnes, soit le total de la population communale. La répartition de l'occupation des terres est alors la suivante : 885 ha de terres arables, 177 ha de landes et bruyères, 39 ha de bois, taillis et plantations, 130 ha de prairies naturelles ; la commune possédait alors 2 moulins en activité. Les paysans de Saint-Sauveur cultivaient à l'époque 177 ha d'avoine, 88 ha de froment, 88 ha d'orge, 12 ha de seigle, 106 ha de sarrasin, 9 ha de lin, 7 ha de chanvre, 18 ha de navets, betteraves, carottes et choux (dont 14 ha de navets), 44 ha de trèfle, 44 ha de pommes de terre, 165 ha d'ajoncs d'Europe, 265 ha restant en jachère, et élevaient 330 chevaux (160 mâles, 120 juments, 50 poulains), 390 bovins (dont 250 vaches), 350 porcs, 50 ovins (15 moutons, 40 brebis), 300 poules et 19 coqs, et possédaient 200 ruches à miel.

#### Saint-Sauveur décrit en 1853
A. Marteville et P. Varin, continuateurs d'Ogée, décrivent ainsi Saint-Sauveur en 1853 :

« Saint-Sauveur : commune formée de l'ancienne trève de Commana ;aujourd'hui succursale. (...) Superficie totale 1 324 hectares, dont (...) terres labourables 885 ha (...), landes et incultes 177 ha (...). Moulins : 5 (de Keravel, de Kernévez ; à eau). Cette commune est située dans une plaine assez fertile et passablement cultivée. La pomme de terre y est très répandue et très employée pour la nourriture des cultivateurs, qui ne passent pas un jour sans en faire un repas, et souvent deux, malheureusement. L'arrosage des prairies naturelles, qui est usité à Saint-Sauveur, et la culture des trèfles et panais, comme prairies artificielles, démontrent la bonne situation agricole de cette localité. On y fait aussi la spéculation d'acheter de jeunes poulains, et de les élever pour la revente. Le chêne vient peu sur le sol de Saint-Sauveur et, quoique les ormes y réussissent assez bien, il faut aller à plus de 3 lieues acheter les bois de charpente. Les baux sont généralement de neuf ans, mais l'usage des baux de dix-huit ans commence à s'introduire. Les paysans sont laborieux et, toutes les fois que les travaux de la terre le leur permettent, ils se livrent à la fabrication de la toile. On voit encore dans la commune les ruines d'un château-fort, construit par Chandos, l'adversaire illustre de Du Guesclin. On reconnaît, dit E. Souvestre, l'emplacement des fortifications ; une chaussée bien encaissée, et solidement construite, mène encore du chemin vicinal au château. Géologie : constitution granitique ; le gneiss se montre en quelques points ; schiste argileux au nord. On parle le breton. »

### LeXXesiècle

#### La Belle Époque
Le 9 janvier 1903, Guillou, curé de Saint-Sauveur, fait partie des 31 prêtres du diocèse de Quimper dont les traitements sont retenus par décision du gouvernement Combes « tant qu'ils ne feront pas emploi de la langue française dans leurs instructions et l'enseignement du catéchisme » car ils utilisaient le breton.
Répondant en 1904 à une enquête de l'inspection académique, Pouliquen, instituteur à Tréflaouénan écrit que « la moitié au moins des fidèles présents à l'église ne comprendraient pas » le français.

#### La Première Guerre mondiale

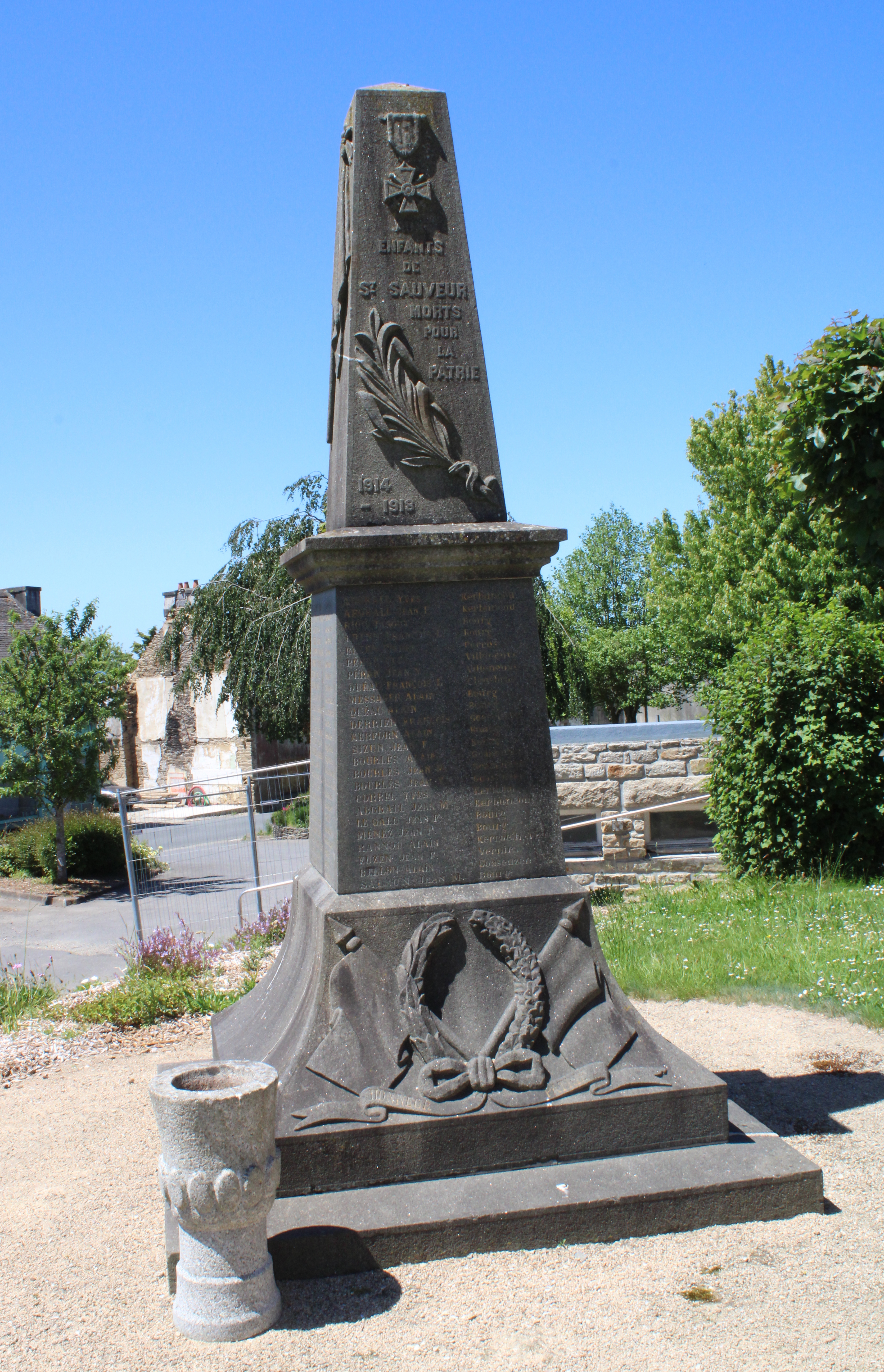
Le monument aux morts de Saint-Sauveur.

Le monument aux morts de Saint-Sauveur porte les noms de 70 soldats morts pour la France pendant la Première Guerre mondiale ; la plupart sont morts sur le sol français, à l'exception d'Yves Floch mort en Belgique dès le 22 août 1914), de Christophe Pichon (mort lors du naufrage du cuirassé Bouvet le 18 mars 1915), d'Alain Cloarec (victime du naufrage du croiseur cuirassé  Léon Gambetta  le 27 avril 1915), d'Allain Mazé (mort de maladie à Salonique (Grèce) le 15 août 1916) et de Jean Beuzit (mort de maladie alors qu'il était prisonnier de guerre en Allemagne le 29 décembre 1918, donc après l'armistice).

#### L'Entre-deux-guerres

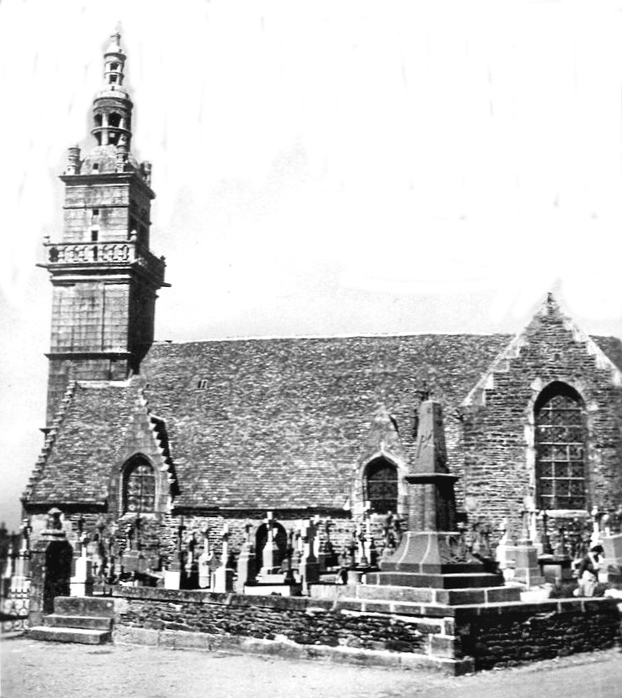
Saint-Sauveur (Finistère) : l'église entourée du cimetière et le monument aux morts vers 1930 (carte postale Émile Hamonic).
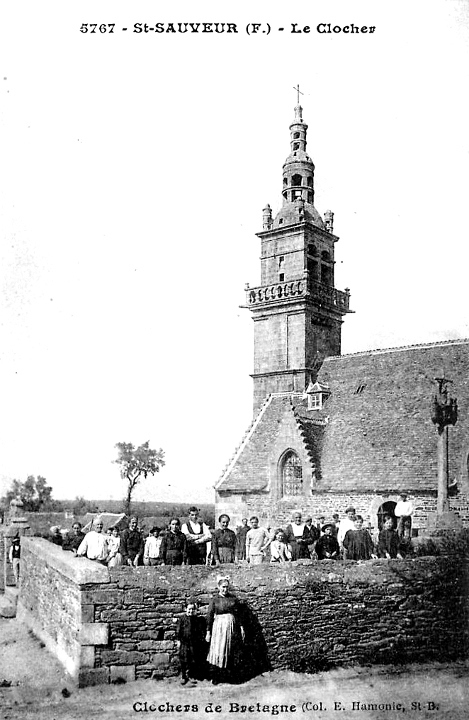
Saint-Sauveur (Finistère) : le clocher de l'église et le calvaire vers 1930 (carte postale Émile Hamonic).
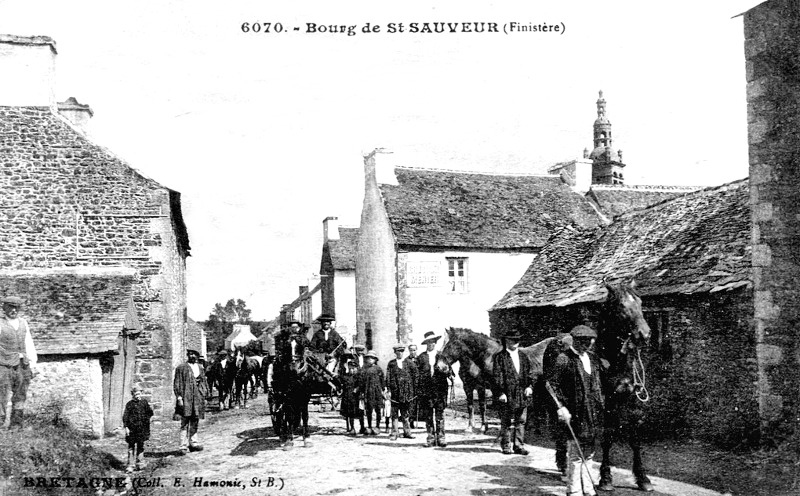
Le bourg de Saint-Sauveur (Finistère) vers 1930 (carte postale Émile Hamonic).
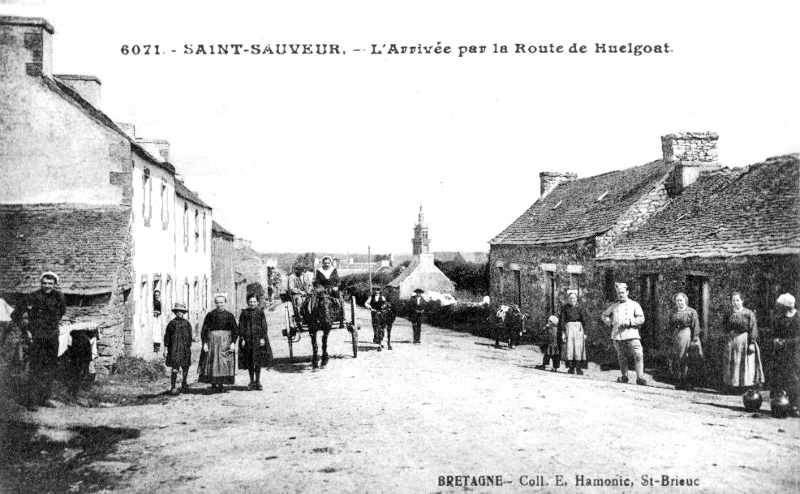
Saint-Sauveur (Finistère) : l'arrivée par la route du Huelgoat vers 1930 (carte postale Émile Hamonic).

#### La Seconde Guerre mondiale
Onze personnes originaires de Saint-Sauveur sont mortes pour la France pendant la Seconde Guerre mondiale ; parmi elles Alain Kerbrat, décédé des suites de ses blessures le 2 juin 1940 à Zuydcoote, François Picard, second maître à bord du croiseur de bataille Dunkerque, victime de l'attaque anglaise de Mers el-Kébir le 3 juillet 1940 et Jean-Pierre Bourlès, décédé le 17 mai 1945, donc après la capitulation allemande, à Casablanca (Maroc).
Le « groupe Justice », un maquis FTP dirigé à l'été 1944 par Eugène Le Luc, actif dans les Monts d'Arrée, principalement entre Brennilis et Sizun, et le sud du pays de Morlaix, récupérant des armes, attaquant des convois allemands, aidant des réfractaires du STO, cacha une famille juive à Saint-Sauveur pendant la Seconde Guerre mondiale.
Jean-Marie Cloarec, en religion "Père Corentin" (il était franciscain), après avoir été prisonnier de guerre pendant la Première Guerre mondiale, fut résistant, membre du réseau "Vercingétorix" pendant la Seconde Guerre mondiale ; la Gestapo pénétra le 28 juin 1944 dans le Couvent Saint-François de Paris  couvent franciscain de la rue Marie-Rose à Paris et l'abattit. Deux rues (à Paris et Courbevoie) et une avenue (à Bois-Colombes) portent son nom.

#### L'après-Seconde-Guerre-mondiale
Un soldat originaire de Saint-Sauveur (François Tanné) a été tué pendant la guerre d'Indochine et deux (François Carnot, René Crenn) pendant la guerre d'Algérie.
L'église paroissiale est ravagée par un incendie en 1992.

## Démographie
| 1793 | 1800 | 1806  | 1821  | 1831  | 1836  | 1841  | 1846  | 1851  |
| ---- | ---- | ----- | ----- | ----- | ----- | ----- | ----- | ----- |
| 638  | 681  | 1 251 | 1 347 | 1 321 | 1 395 | 1 358 | 1 468 | 1 488 |

| 1856  | 1861  | 1866  | 1872  | 1876  | 1881  | 1886  | 1891  | 1896  |
| ----- | ----- | ----- | ----- | ----- | ----- | ----- | ----- | ----- |
| 1 413 | 1 564 | 1 505 | 1 458 | 1 528 | 1 464 | 1 524 | 1 536 | 1 504 |

| 1901  | 1906  | 1911  | 1921  | 1926  | 1931  | 1936  | 1946 | 1954 |
| ----- | ----- | ----- | ----- | ----- | ----- | ----- | ---- | ---- |
| 1 395 | 1 385 | 1 390 | 1 214 | 1 177 | 1 124 | 1 008 | 930  | 836  |

| 1962 | 1968 | 1975 | 1982 | 1990 | 1999 | 2006 | 2007 | 2012 |
| ---- | ---- | ---- | ---- | ---- | ---- | ---- | ---- | ---- |
| 806  | 734  | 646  | 635  | 654  | 636  | 723  | 735  | 793  |

| 2017 | 2022 | - | - | - | - | - | - | - |
| ---- | ---- | - | - | - | - | - | - | - |
| 790  | 827  | - | - | - | - | - | - | - |

Commentaire : Saint-Sauveur a connu une expansion démographique remarquable début XIXe siècle, sa population faisant plus que doubler en 18 ans entre 1793 et 1821. Sa population continue, en dépit de quelques dents de scie, a croître, mais modérément dans le second tiers du XIXe siècle, atteignant son maximum démographique en 1861. Le troisième tiers du XIXe siècle correspond à une période de stagnation démographique aux alentours de 1 500 habitants. Le XXe siècle est par contre une période de déclin démographique continu, la population perdant 900 habitants, soit 58,6 % de sa population en 106 ans de 1891 à 1999, en raison d'un exode rural continu. La première décennie du XXIe siècle connaît un rebond démographique lié à la périurbanisation en raison du relatif dynamisme économique du bassin d'emploi de Landivisiau, y compris de la commune proche de Lampaul-Guimiliau où des industries agro-alimentaires son implantées.
En 10 ans, de 1998 à 2007 inclus, la commune a connu 112 naissances pour 69 décès, donc un accroissement naturel nettement positif, surtout en 2007 (22 naissances pour 6 décès), ce qui illustre le renouveau démographique de la commune. Le solde migratoire, négatif avant 1975 en raison de l'exode rural (- 1,1 % l'an en moyenne entre 1968 et 1975 par exemple) est désormais nettement positif (+ 1,4 % l'an en moyenne entre 1999 et 2006). La population est désormais rajeunie : en 2006, les 65 ans et plus ne représentent que 12,2 % de la population totale contre 22,0 % de 0 à 14 ans.
La densité de population de la commune était de 56,4 habitants au km² en 2007.

## Politique et administration

### Liste des maires
| Période                                  | Période        | Identité              | Étiquette | Qualité                                             |
| ---------------------------------------- | -------------- | --------------------- | --------- | --------------------------------------------------- |
| 1944                                     | 1945           | Jean-Baptiste Herry   |           | Cultivateur                                         |
| 1945                                     | 1945           | Emmanuel Quélennec    |           | Cultivateur.                                        |
| 1945                                     | 1947           | Jean-Baptiste Herry   |           | Cultivateur. Déjà maire en 1944-1945.               |
| 1947                                     | 1952           | Jean-Louis Riou       |           | Cultivateur.                                        |
| 1953                                     | 1983           | Jean Pichon           |           | Mécanicien puis chauffagiste.                       |
| 1983                                     | 2014           | Jean Billon           |           | Gérant d'entreprise puis animateur insertion.       |
| 2014                                     | 3 juillet 2020 | Jean-François Kerbrat |           | Inspecteur Divisionnaire HC des Finances Publiques. |
| 3 juillet 2020                           | En cours       | Thierry Ramonet       |           | Directeur d'Ecole Publique.                         |
| Les données manquantes sont à compléter. |                |                       |           |                                                     |

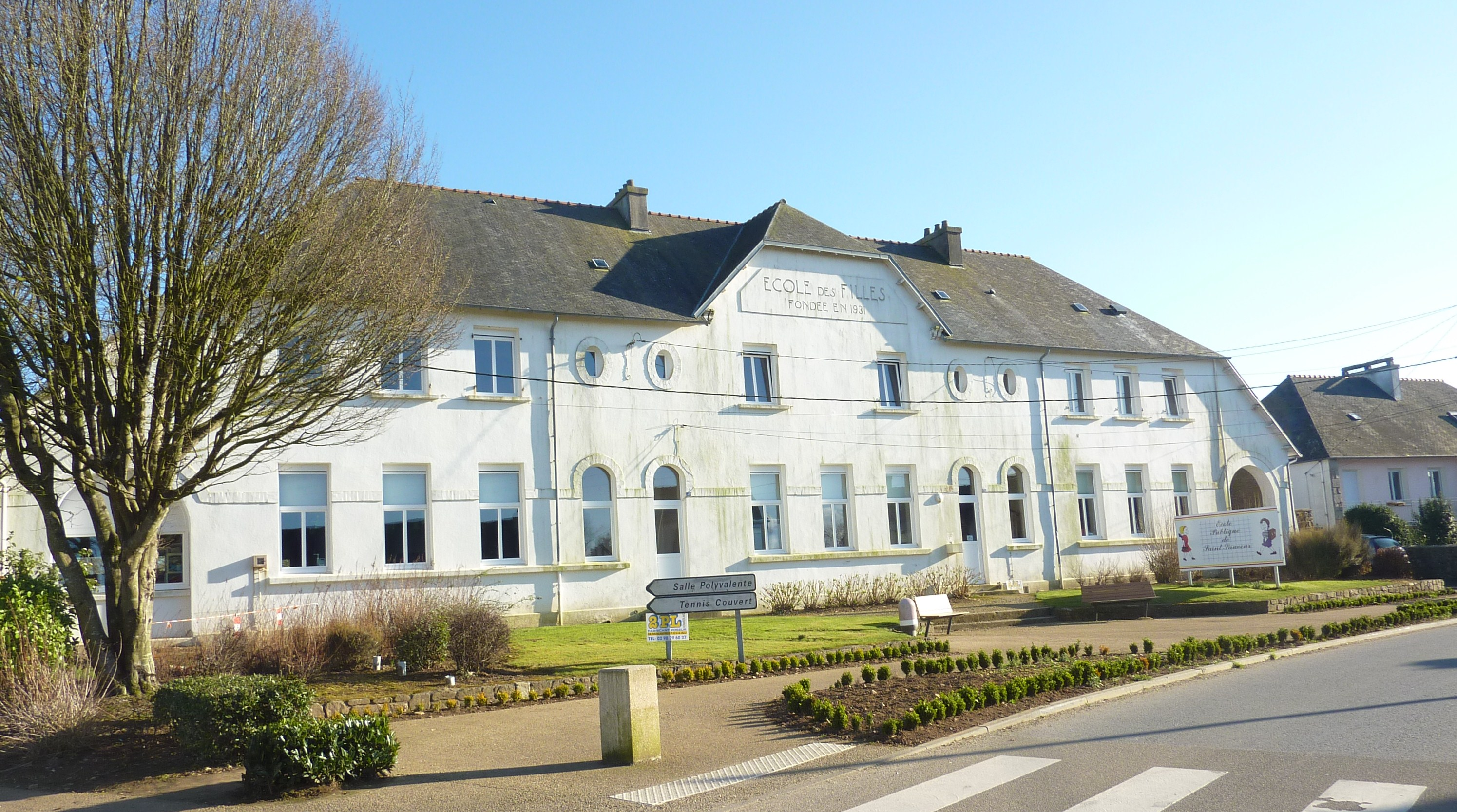
Saint-Sauveur (Finistère) : l'école communale (ancienne école des filles construite en 1931).
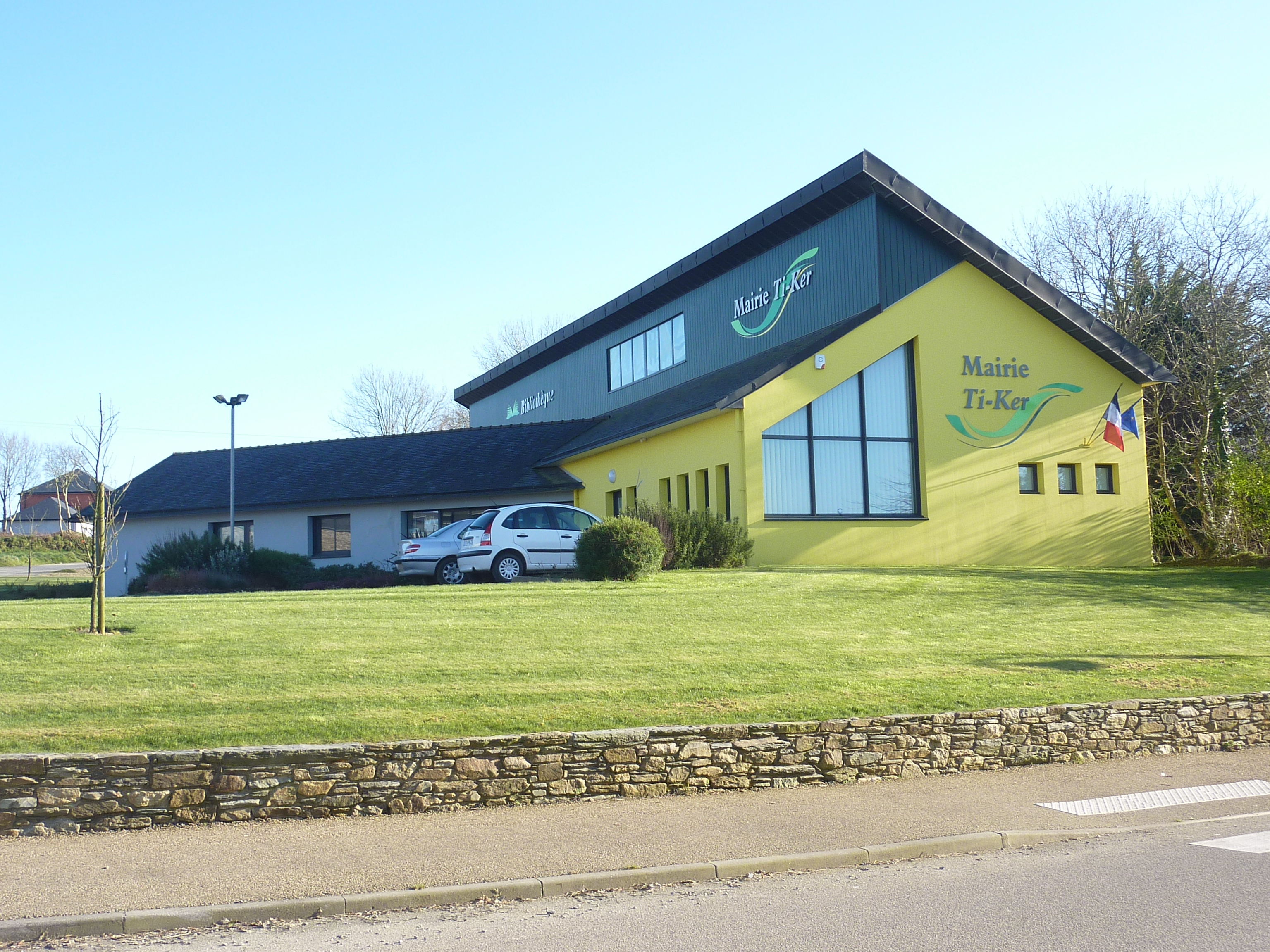
Saint-Sauveur (Finistère) : la mairie.

### Héraldique
| Blason de Saint-Sauveur | Blason  | D'argent aux deux pals d'azur ; sur le tout de sinople à l'épi de blé d'or. |
| Blason de Saint-Sauveur | Détails | Commune à la terre nourricière, propice à l'élevage et à la culture du blé, bordée de deux rivières, la penzé au nord et le dour-kam à l'ouest (affluent de l'élorn), le quillivaron affluent de l'élorn y prend également sa source. Conception : Fons de Kort. Le statut officiel du blason reste à déterminer. |

## Monuments
- L'église Saint-Sauveur[19] date du XVIIe siècle et comprend une nef à trois travées avec bas-côtés et clocher encastré et un transept terminé par un chœur à trois pans ; le portail en plein cintre situé au midi porte la date de 1679. Le clocher a une galerie de style Beaumanoir, commencé en 1618, remanié en 1702. Le maître-autel est du XVIIe siècle et est surmonté d'un retable à trois dômes et la chaire à prêcher date de 1842. Ravagée par un incendie, en 1992, ne laissant que le clocher et quelques pans de murs, l'église est entièrement restaurée en 1999, de la charpente au mobilier, en passant par les vitraux. Les vitraux contemporains de facture abstraite sont l'œuvre de Gérard Lardeur (1931-2002), maître verrier et sculpteur parisien qui réalisait là l'une de ses dernières créations. À l'occasion de la restauration, la générosité d'un couple d'Anglais familiers de la commune permet d'enrichir l'église d'un orgue dont les tuyaux sont polychromes. Il a été réalisé en 1865 par la maison Gray & Davison de Londres pour la chapelle d'un collège de l'université d'Oxford. L'orgue est restaurée en 2020.
- La chapelle Saint-Yves de Penarguer au lieu-dit Pen ar Guer datant du XVe siècle et reconstruite en 1882.

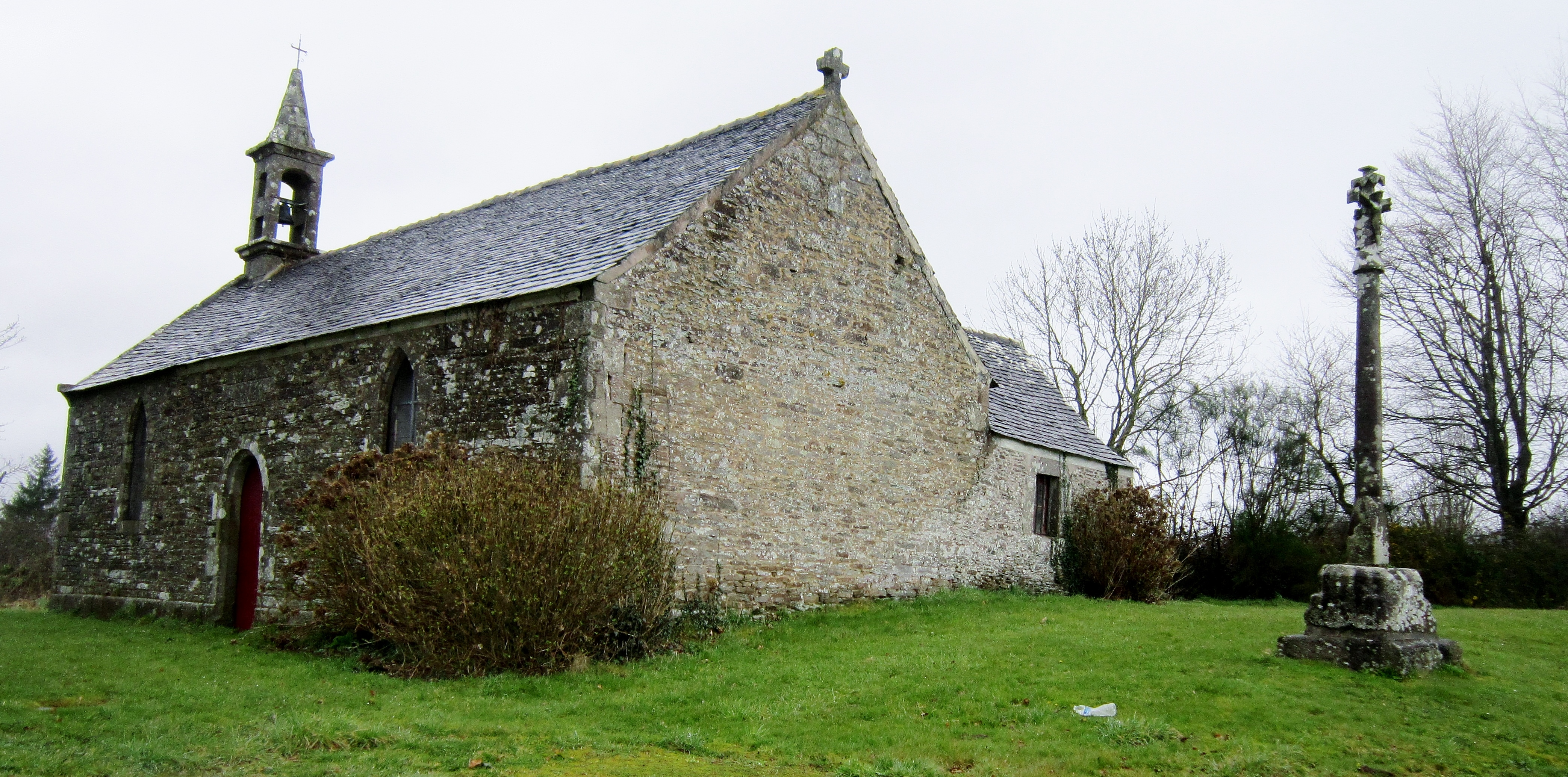
La chapelle Saint-Yves et son calvaire : vue générale.
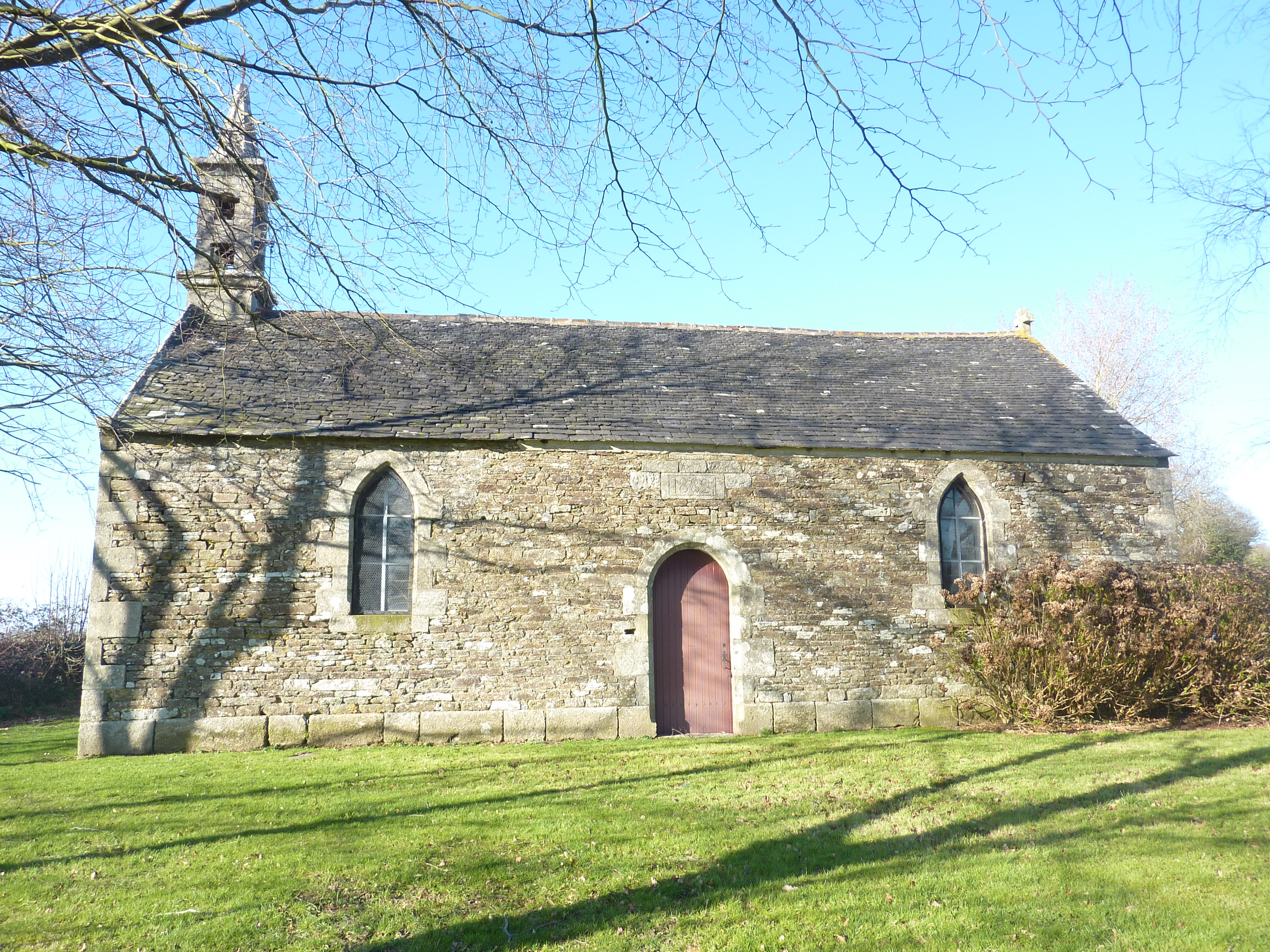
La chapelle Saint-Yves à Penarquer : vue extérieure d'ensemble.
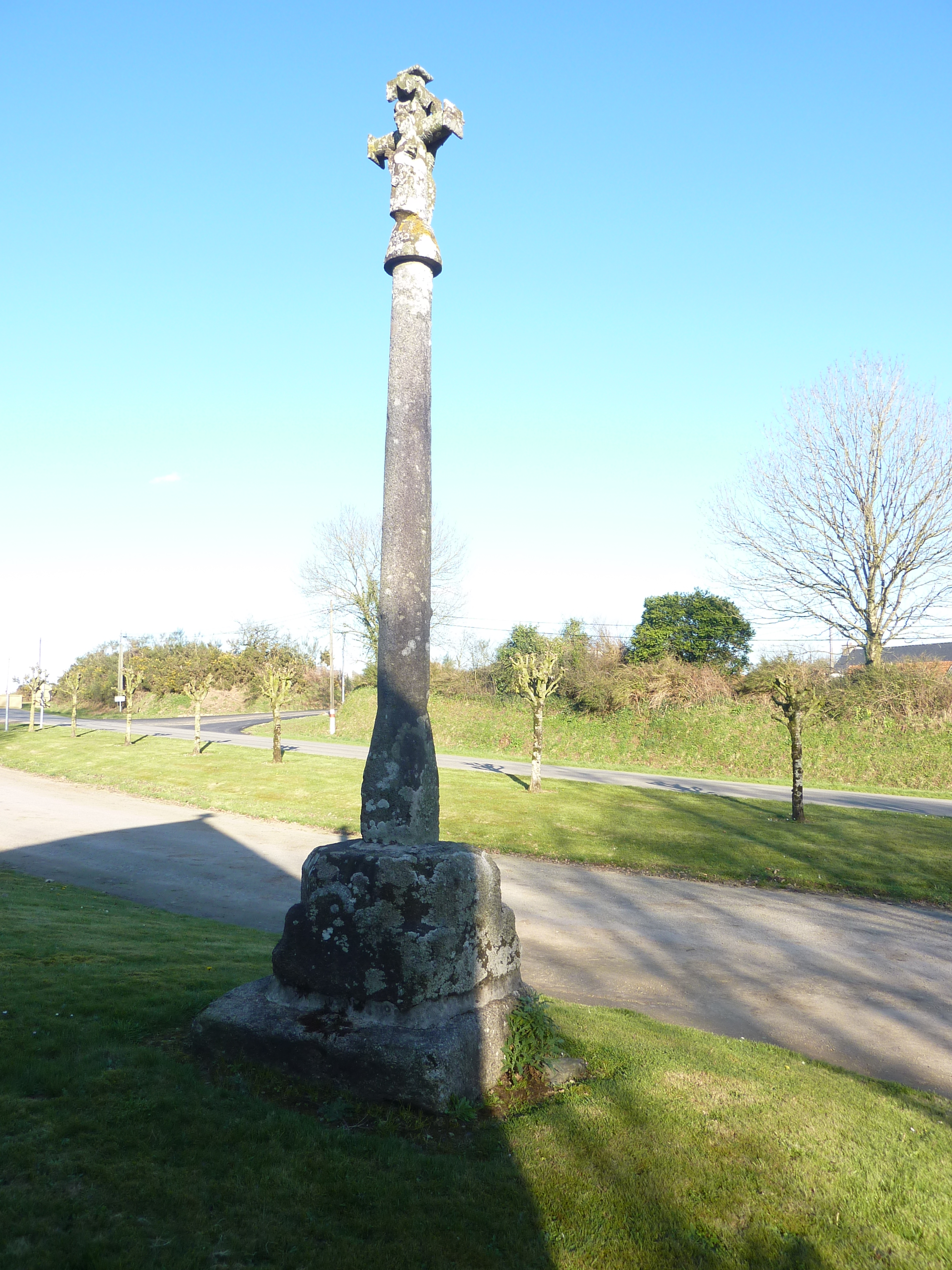
Saint-Sauveur (Finistère) : le calvaire près de la chapelle Saint-Yves à Penarquer.

- Plusieurs croix et calvaires : Kerbolot du XVIe siècle, Kerbouzard vers 1630, Mescouez 1923, Pen Ar Guer du XVe siècle, Cimetière 1600-1715, Croix-de-Pen-ar-Ménez vers 1600, Route de Sizun 1964[38]. Le calvaire de Pen-ar-Ménez (route de Commana, à la sortie du bourg) porte une plaque de marbre avec l'inscription suivante : « 9 février 1930 : restauration du Christ abattu par la foudre le 5 décembre 1929, rien n'ayant été brisé. Jules Havas, recteur ».
- L'ancien manoir de Keravel.
- Cinq moulins, dont ceux de la Salle, de Milin Granec (ruiné) et de Keravel.

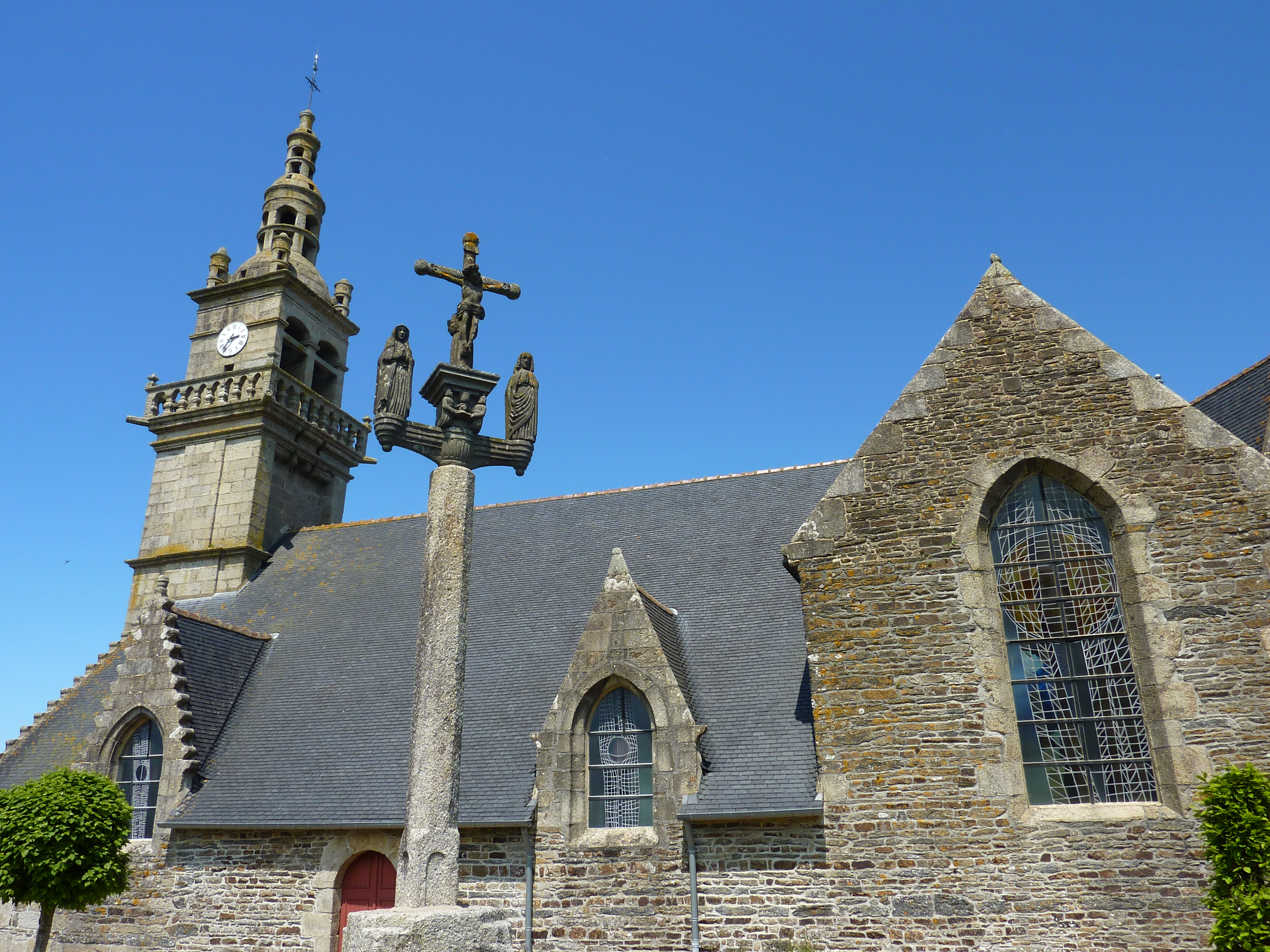
L'église de Saint-Sauveur et le calvaire (Finistère).
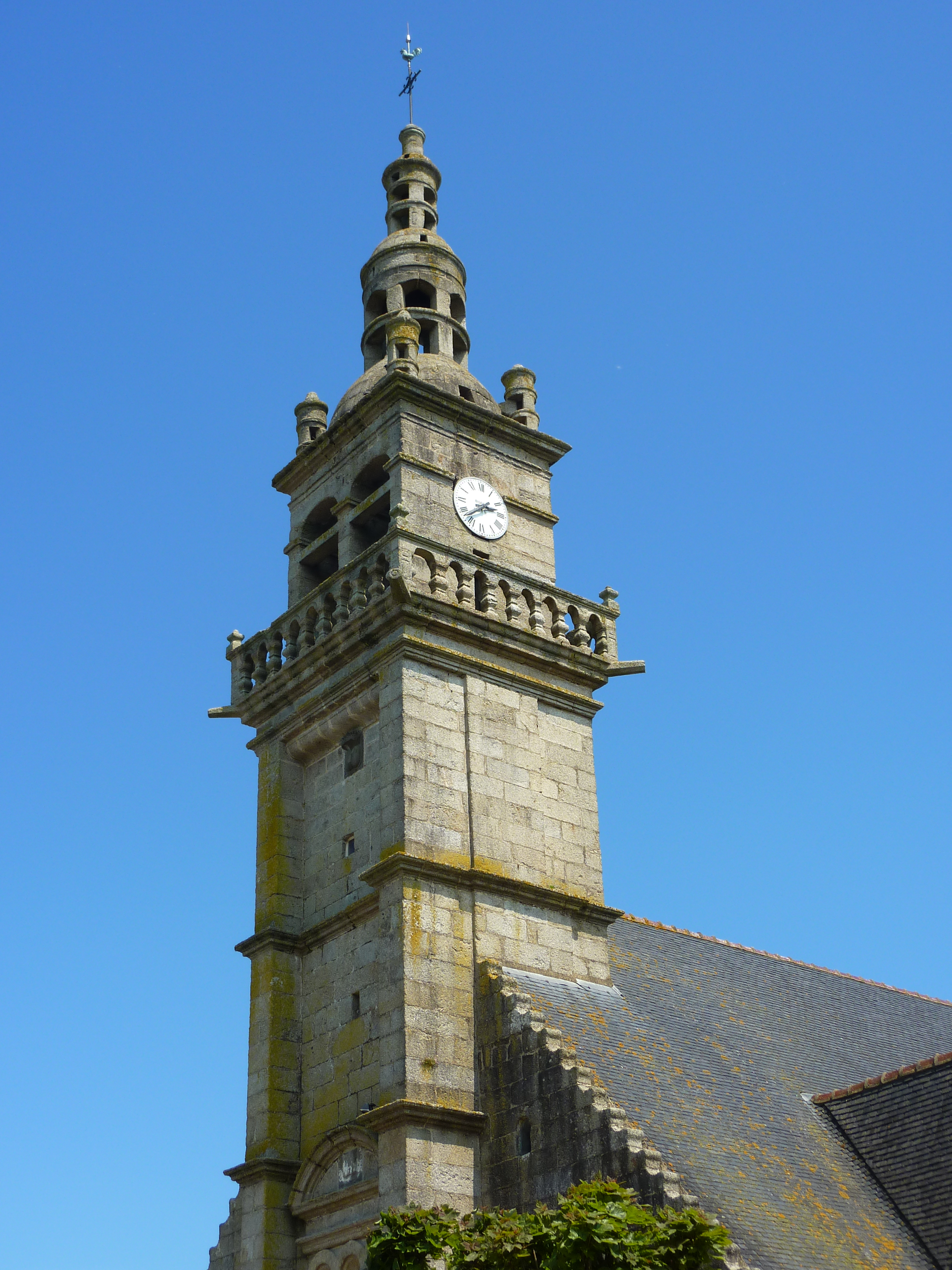
Le clocher de l'église de Saint-Sauveur (Finistère).
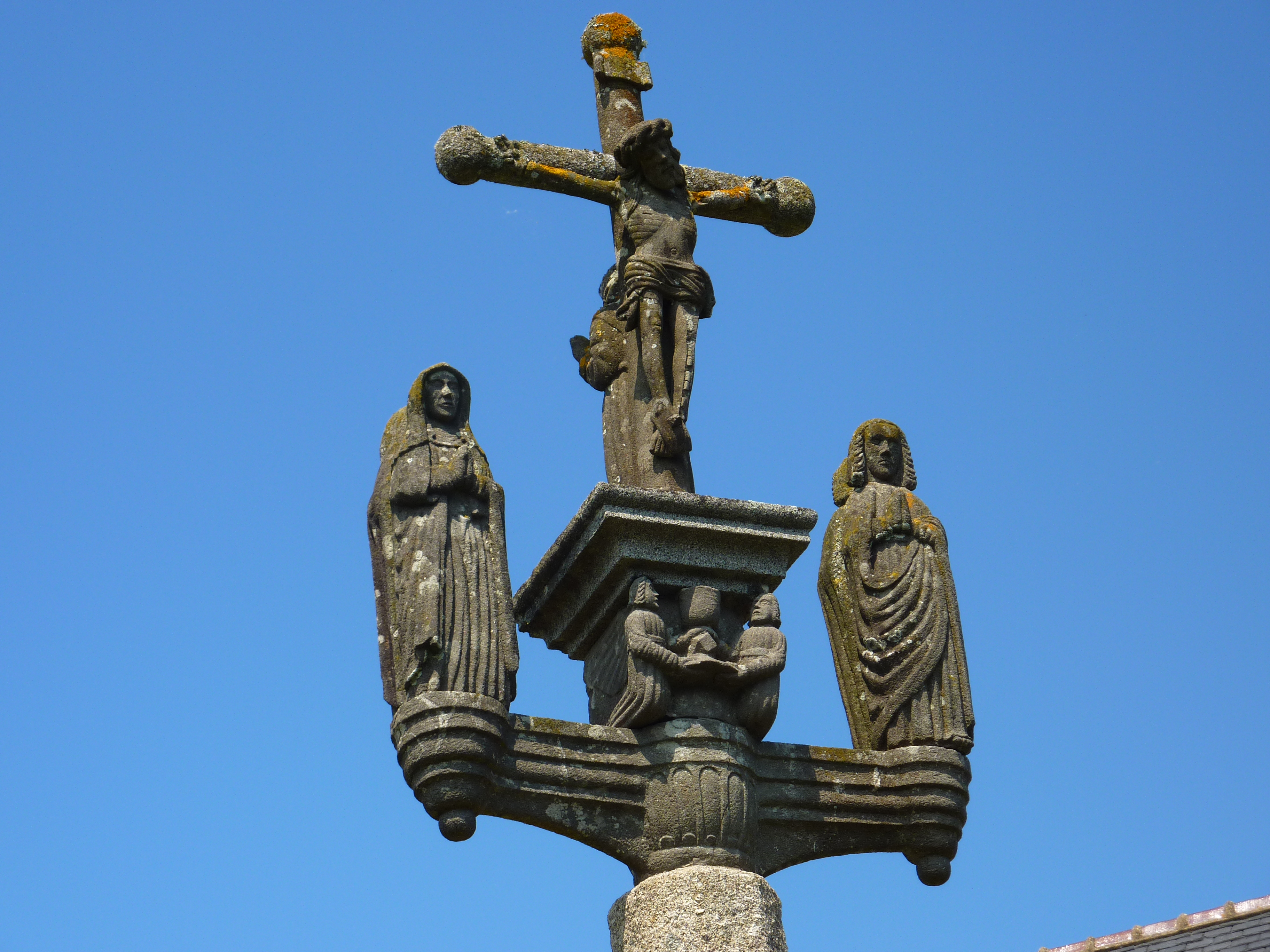
Le calvaire du cimetière.
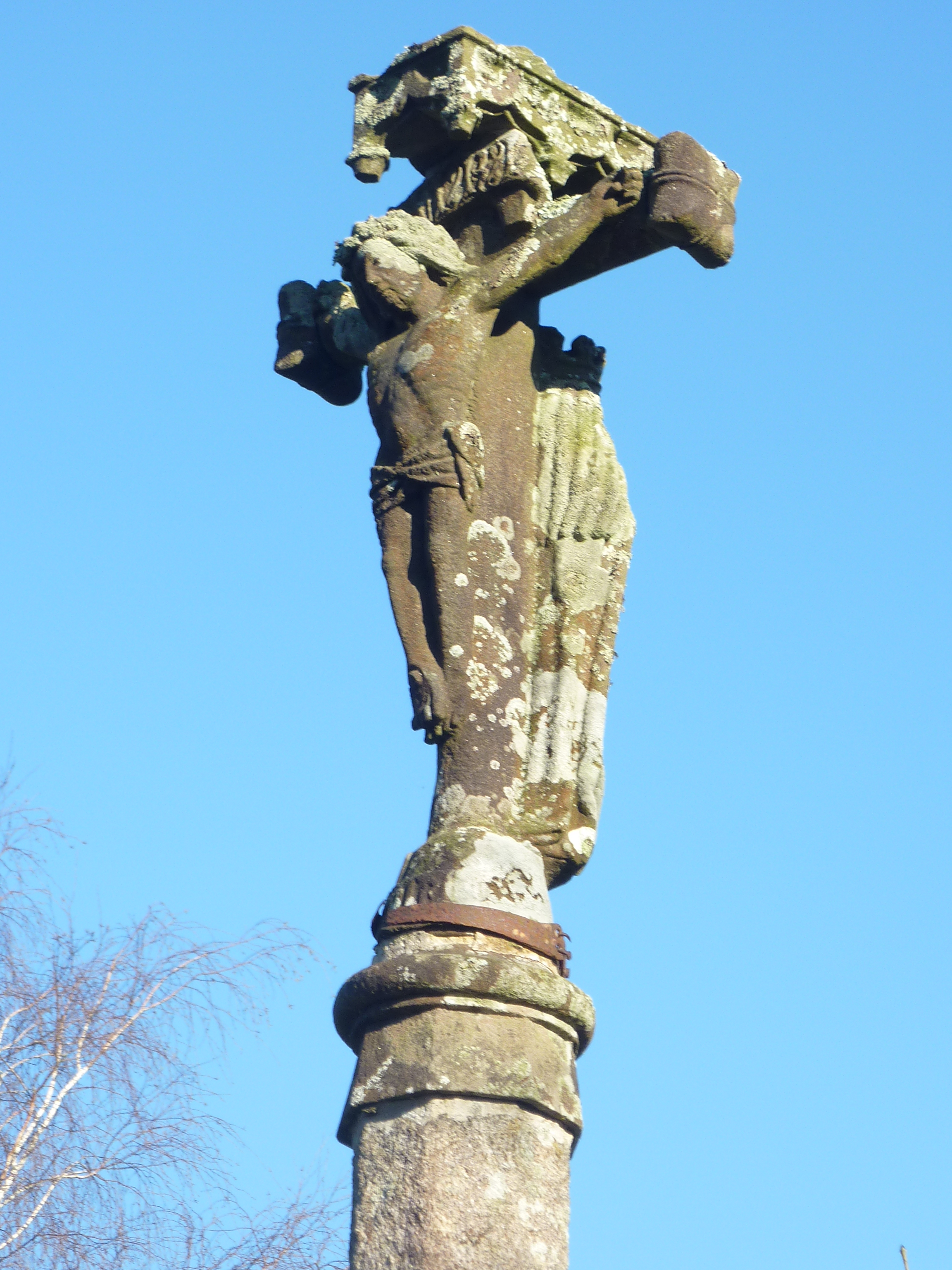
Saint-Sauveur (Finistère) : la croix de Mescouez.

## Événements
Pardon : le troisième dimanche de septembre (le plus proche de la fête de la Croix Glorieuse), à l'église paroissiale.
Le lundi de Pentecôte à la chapelle Saint-Yves de Pen Ar Guer, n'est plus célébré actuellement.

## Personnalités liées à la commune
- Joseph Le Bras, né en 1889 à Saint-Sauveur, instituteur dans divers postes, fut rédacteur au journal breton Kroaz ar Vretoned et écrivit des articles dans de nombreuses revues bretonnes ; il collecta aussi des soniou (musique bretonne) et des gwerziou. Il fut tué le 8 septembre 1915[39] - fauché à 23 ans par une balle de mitrailleuse, à Vienne le Château, dans la Marne.
- Fanch Abeozen, de son vrai nom Jean-François-Marie Eliès, né en 1896 à Saint-Sauveur (mais qui vécut une bonne partie de sa vie à Landivisiau), écrivain en langue bretonne, auteur des Nouvelles léonardes et de « Pirc'hirin Kala-Goav » (traduit en français par Mikaël Madeg sous le titre Le pèlerin de la Toussaint[40]) et animateur de Radio Rennes Bretagne pendant la Seconde Guerre mondiale, raison pour laquelle il fut emprisonné à la Libération.
- Pierre Quéméneur
- Jean Kerléo (1909-1950), résistant français, Compagnon de la Libération, né le 4 avril 1909 - Kerbiguet - Saint Sauveur, décédé le 23 décembre 1950[41] - Pointe Noire, à l'âge de 41 ans - Sergent chef dans les Forces Françaises Libres.